# منزل سري (بعدان)

تعديل مصدري - تعديل

منزل سري هي إحدى قرى عزلة بني منصور بمديرية بعدان التابعة لمحافظة إب، بلغ تعداد سكانها 209 نسمة حسب تعداد اليمن لعام 2004.